# Paracrinia haswelli
Paracrinia haswelli is een kikker uit de familie Australische fluitkikkers (Myobatrachidae). De soort werd voor het eerst wetenschappelijk beschreven door Joseph James Fletcher in 1894. Oorspronkelijk werd de wetenschappelijke naam Crinia haswelli gebruikt. Het is de enige soort uit het geslacht Paracrinia. De soortaanduiding haswelli is een eerbetoon aan William Aitcheson Haswell.

## Algemeen
De kikker is endemisch in Australië, van New South Wales tot Victoria. De habitat bestaat uit vochtige bossen tot moerassen en oevers van wateren. Ontwikkeling van kustgebieden en het toerisme zijn belangrijke bedreigingen.

## Voortplanting
De voortplanting loopt van de lente tot de zomer. De mannetjes kwaken vanuit boven het water uitstekende grassen en waterplanten. De eitjes worden in permanente wateren afgezet.